# إبراهيم ثيام
إبراهيم ثيام (24 فبراير 1974 في فرنسا - ) (بالفرنسية: Brahim Thiam)‏ هو لاعب كرة قدم فرنسا ومالي في مركز الدفاع، شارك في كأس الأمم الأفريقية 2004. وشارك مع منتخب فرنسا تحت 20 سنة لكرة القدم ومنتخب مالي لكرة القدم. أما مع النوادي، فقد لعب مع ستاد ريمس ونادي النجم الأحمر سانت أوين ونادي إستر ونادي كاين ونادي ليفانتي ونادي مالقا وFC Saint-Leu 95 ‏ وSaint-Denis Saint-Leu FC ‏ وBourges 18 ‏.

## وصلات خارجية
- إبراهيم ثيام على موقع رابطة كرة القدم الفرنسية للمحترفين (الإنجليزية)
- إبراهيم ثيام على موقع قاعدة بيانات كرة القدم.إي يو (الإنجليزية)
- إبراهيم ثيام على موقع ليكيب (الفرنسية)
- إبراهيم ثيام على موقع ناشيونال فوتبول تيمز (الإنجليزية)
- إبراهيم ثيام على موقع عالم كرة القدم.نت (الإنجليزية)